# Funkcja harmoniczna

Funkcja harmoniczna określona na pierścieniu kołowym.

Funkcja harmoniczna – funkcja rzeczywista {\displaystyle u\colon \mathbb {R} ^{n}\to \mathbb {R} } zmiennych {\displaystyle x_{1},x_{2},\dots ,x_{n}}, której wszystkie pochodne cząstkowe drugiego rzędu są ciągłe w każdym punkcie, spełniająca równanie różniczkowe Laplace’a:
{\displaystyle {\frac {\partial ^{2}u}{\partial x_{1}^{2}}}+{\frac {\partial ^{2}u}{\partial x_{2}^{2}}}+\cdots +{\frac {\partial ^{2}u}{\partial x_{n}^{2}}}=0}
lub, w zapisie symbolicznym
{\displaystyle \Delta u=0}
gdzie {\displaystyle \Delta } jest operatorem Laplace’a. 
Poniżej piszemy {\displaystyle A\Subset \Omega ,} gdy {\displaystyle {\overline {A}}\subseteq \Omega } oraz oznaczamy
{\displaystyle B^{n}(x,r)\subseteq \mathbb {R} ^{n}} kulę środku {\displaystyle x} i promieniu {\displaystyle r,} a
{\displaystyle S^{n-1}(x,r)\subseteq \mathbb {R} ^{n}} sferę o środku x i promieniu r. Miarę zbioru {\displaystyle {\mathcal {A}}} oznaczamy przez {\displaystyle |{\mathcal {A}}|.}

## Etymologia terminu „harmoniczny”
Termin „harmoniczny” w nazwie funkcja harmoniczna pochodzi od opisu ruchu punktu na napiętej strunie - ruch ten jest ruchem harmonicznym (a rozwiązanie równania różniczkowego dla tego ruchu można zapisać w postaci sinusów i cosinusów, czyli funkcji określanych jako harmoniczne). 
Dalszy rozwój w postaci analizy Fouriera polegał na rozszerzeniu funkcji zdefiniowanych dla ruchu na okręgu jednostkowym na szeregi tych harmonicznych, określone na dowolnym podzbiorze zbioru liczb rzeczywistych. Zaś biorąc pod uwagę wyżej wymiarowe analogie harmonicznych na jednostkowej n-sferze, dochodzi się do harmonik sferycznych. Funkcje te spełniają równanie Laplace'a i z biegiem czasu termin „harmoniczna” był używany w odniesieniu do wszystkich funkcji spełniających równanie Laplace'a.

## Przykłady

### Funkcje harmoniczne dwóch zmiennych
- Część rzeczywista lub urojona dowolnej funkcji holomorficznej.
- Funkcja {\displaystyle \,\!f(x,y)=e^{x}\sin y} jest szczególnym przypadkiem pierwszego przykładu, ponieważ funkcja {\displaystyle e^{x+iy}}  jest funkcją holomorficzną oraz {\displaystyle f(x,y)=\operatorname {Im} \left(e^{x+iy}\right).} Łatwo sprawdzić, że: druga pochodna względem x wynosi {\displaystyle \,\!e^{x}\sin y,} a druga pochodna względem y wynosi {\displaystyle \,\!-e^{x}\sin y.}
- Funkcja{\displaystyle \,\!f(x,y)=\ln \left(x^{2}+y^{2}\right)} określona na zbiorze {\displaystyle \mathbb {R} ^{2}\smallsetminus \lbrace 0\rbrace .} Funkcja ta może opisywać potencjał elektryczny pola elektrostatycznego wytwarzanego przez ładunek zgromadzony na prostej lub potencjał grawitacyjny pola grawitacyjnego, wytwarzanego przez masę w postaci długiego cylindra.

- Tzw. rozwiązanie podstawowe laplasjanu:

{\displaystyle \Gamma (x-y)={\begin{cases}{\frac {1}{(2-n)|S^{n-1}(0,1)|}}|x-y|^{2-n}&n>2\\{\frac {1}{2\pi }}{\log {|x-y|}}&n=2\end{cases}}}
gdzie {\displaystyle n} oznacza wymiar przestrzeni. Dla {\displaystyle x\neq y} mamy {\displaystyle \Delta \Gamma (x-y)=0.}

### Funkcje harmoniczne trzech zmiennych
Przykłady podano w tabeli, przy czym {\displaystyle r^{2}=x^{2}+y^{2}+z^{2}}
| Funkcja                                         | Osobliwość                                                     |
| ----------------------------------------------- | -------------------------------------------------------------- |
| {\displaystyle {\frac {1}{r}}}                  | Punkt (0,0,0)                                                  |
| {\displaystyle {\frac {x}{r^{3}}}}              | dipol skierowany w stronę +X, umieszczony w punkcie (0, 0,) 0) |
| {\displaystyle -\ln \left(r^{2}-z^{2}\right)\,} | Linia o jednostkowej gęstości ładunku na całej osi Z           |
| {\displaystyle -\ln(r+z)\,}                     | Linia o jednostkowej gęstości ładunku na ujemnej półosi Z      |
| {\displaystyle {\frac {x}{r^{2}-z^{2}}}\,}      | Linia dipoli skierowanych w kierunku X na całej osi Z          |
| {\displaystyle {\frac {x}{r(r+z)}}\,}           | Linia dipoli skierowanych w kierunku x na ujemnej półosi Z     |

### Funkcje harmoniczne n zmiennych
- Stałe, liniowe funkcje w  ⁠{\displaystyle \mathbb {R} ^{n}}⁠ (np. potencjał elektryczny między płytkami kondensatora i potencjał grawitacyjny płyty).
- Funkcja {\displaystyle f(x_{1},\dots ,x_{n})=\left({x_{1}}^{2}+\cdots +{x_{n}}^{2}\right)^{1-n/2}} w {\displaystyle \mathbb {R} ^{n}\smallsetminus \lbrace 0\rbrace } dla {\displaystyle n>2.}

## Funkcje sub- i superharmoniczne
Funkcję {\displaystyle u} nazywamy subharmoniczną, gdy {\displaystyle \Delta u\geqslant 0} oraz superharmoniczną, gdy {\displaystyle \Delta u\leqslant 0.}

## Własność wartości średniej
Niech {\displaystyle u\in C^{2}(\Omega ),x\in \Omega ,r>0,B(x,r)\Subset \Omega } oraz {\displaystyle u} harmoniczna w {\displaystyle \Omega .} Wówczas:
{\displaystyle u(x)={\frac {1}{|S^{n-1}(x,r)|}}\int _{S^{n-1}(x,r)}{u(z)d\sigma (z)},}
{\displaystyle u(x)={\frac {1}{|B^{n-1}(x,r)|}}\int _{B^{n-1}(x,r)}{u(z)dz}.}
Zatem w każdym punkcie wartość funkcji jest równa średniej wartości po sferze (lub kuli) o środku w tym punkcie i dowolnym promieniu, takim że sfera (kula) leży całkowicie w obszarze harmoniczności funkcji.
Dla funkcji sub- i superharmonicznych istnieją analogiczne własności wartości średniej. Dla funkcji subharmonicznych:
{\displaystyle u(x)\leqslant {\frac {1}{|S^{n-1}(x,r)|}}\int _{S^{n-1}(x,r)}{u(z)d\sigma (z)},}
{\displaystyle u(x)\leqslant {\frac {1}{|B^{n-1}(x,r)|}}\int _{B^{n-1}(x,r)}{u(z)dz}.}

## Zasada maksimum dla funkcji subharmonicznych
Niech {\displaystyle \Omega \subseteq \mathbb {R} ^{n}} będzie otwarty, ograniczony i spójny, {\displaystyle u\in C^{2}(\Omega )} oraz u subharmoniczna w {\displaystyle \Omega .} Przypuśćmy, że funkcja u przyjmuje supremum w punkcie {\displaystyle x_{0}\in \Omega ,} tj. {\displaystyle \sup _{x\in \Omega }{u(x)}=u(x_{0})=M.} Wówczas {\displaystyle u(x)\equiv M} dla każdego {\displaystyle x\in \Omega .}
Zatem funkcja subharmoniczna musi przyjmować maksima na brzegu {\displaystyle \Omega .} Analogiczna zasada, lecz z przeciwnym znakiem, istnieje dla funkcji superharmonicznych – nie mogą one przyjmować infimum wewnątrz obszaru {\displaystyle \Omega .}

## Alternatywna definicja funkcji subharmonicznej
Funkcję {\displaystyle u\colon {\mathcal {U}}\to \mathbb {R} } nazywamy subharmoniczną, gdy dla każdej kuli {\displaystyle B\Subset {\mathcal {U}}} i każdej funkcji harmonicznej {\displaystyle h\colon B\to \mathbb {R} } ciągłej na {\displaystyle {\overline {B}}} i takiej, że {\displaystyle u\vert _{\partial B}\leqslant h\vert _{\partial B}} spełnione jest {\displaystyle u\leqslant h} na całej kuli {\displaystyle B.}
Zauważmy, że ta definicja nie używa pojęcia pochodnej. Można jednak pokazać, że dla funkcji klasy {\displaystyle C^{2}} obie definicje są równoważne.